# Langelurillus
Langelurillus – rodzaj pająków z rodziny skakunowatych.
Takson ten wprowadził w 1994 roku Maciej Próchniewicz dla 3 nowych gatunków opisanych przezeń z Kenii.
Należą tu niewielkie pająki o ciele długości 3–5,5 mm, raczej ciemnym ubarwieniu i krótkich, przysadzistych odnóżach. Karapaks mają wysoki, o krótkiej okolicy ocznej. Przednia krawędź ich szczękoczułków wyposażona jest w owłosiony, zaokrąglony wzgórek i co najwyżej drobne ząbki, zaś tylna zawsze jest bezzębna. Na goleniach nogogłaszczków samca występują 3, rzadziej 2 apofizy. Silnie wypukłe, owalne tegulum ma drobną apofizę na przednio-bocznej krawędzi. Narządy rozrodcze samic cechują kilkukomorowe spermateki, obecność gruczołów dodatkowych, stosunkowo długie przewody nasienne i bocznie usytuowane na epigyne otwory kopulacyjne.
Rodzaj afrotropikalny, znany z Gwinei, Wybrzeża Kości Słoniowej, Nigerii, Etiopii, Kenii, Tanzanii, Zimbabwe, Namibii i Południowej Afryki.
Należy tu 18 opisanych gatunków:
- Langelurillus alboguttatus Wesolowska et Russell-Smith, 2000
- Langelurillus cedarbergensis Haddad et Wesolowska, 2013
- Langelurillus furcatus Wesolowska et Russell-Smith, 2000
- Langelurillus holmi Próchniewicz, 1994
- Langelurillus horrifer Rollard et Wesolowska, 2002
- Langelurillus ignorabilis Wesolowska et Cumming, 2008
- Langelurillus kenyaensis Dawidowicz et Wesolowska, 2016
- Langelurillus krugeri Wesolowska et Haddad, 2013
- Langelurillus manifestus Wesolowska et Russell-Smith, 2000
- Langelurillus minutus Wesolowska et Cumming, 2011
- Langelurillus namibicus Wesolowska, 2011
- Langelurillus nigritus (Berland et Millot, 1941)
- Langelurillus orbicularis Wesolowska et Cumming, 2008
- Langelurillus primus Próchniewicz, 1994
- Langelurillus quadrimaculatus Wesolowska et A. Russell-Smith, 2011
- Langelurillus rufus (Lessert, 1925)
- Langelurillus sibandai Wesolowska, 2011
- Langelurillus spinosus Próchniewicz, 1994